# Kongo (Lomié)
Pour les articles homonymes, voir Kongo.
Kongo est un village du Cameroun situé dans le département du Haut-Nyong (région de l'Est). Il appartient à la commune de Lomié et au canton de Nzime-Est.

## Population
Lors du recensement de 2005, le village comptait 641 habitants, dont 327 hommes et 314 femmes.
En 1964-1965, sa population de 184 habitants était constituée de Dzimou et de 13 Pygmées.

## Infrastructures
En 1965, Kongo se situait sur la piste auto d'Eschiambor à Mbang et vers Yokadouma.
Au début des années 2010, Kongo comptait une école primaire publique (partiellement délabrée), ainsi qu'un forage hydraulique (non fonctionnel).